# Cornelis de Pauw

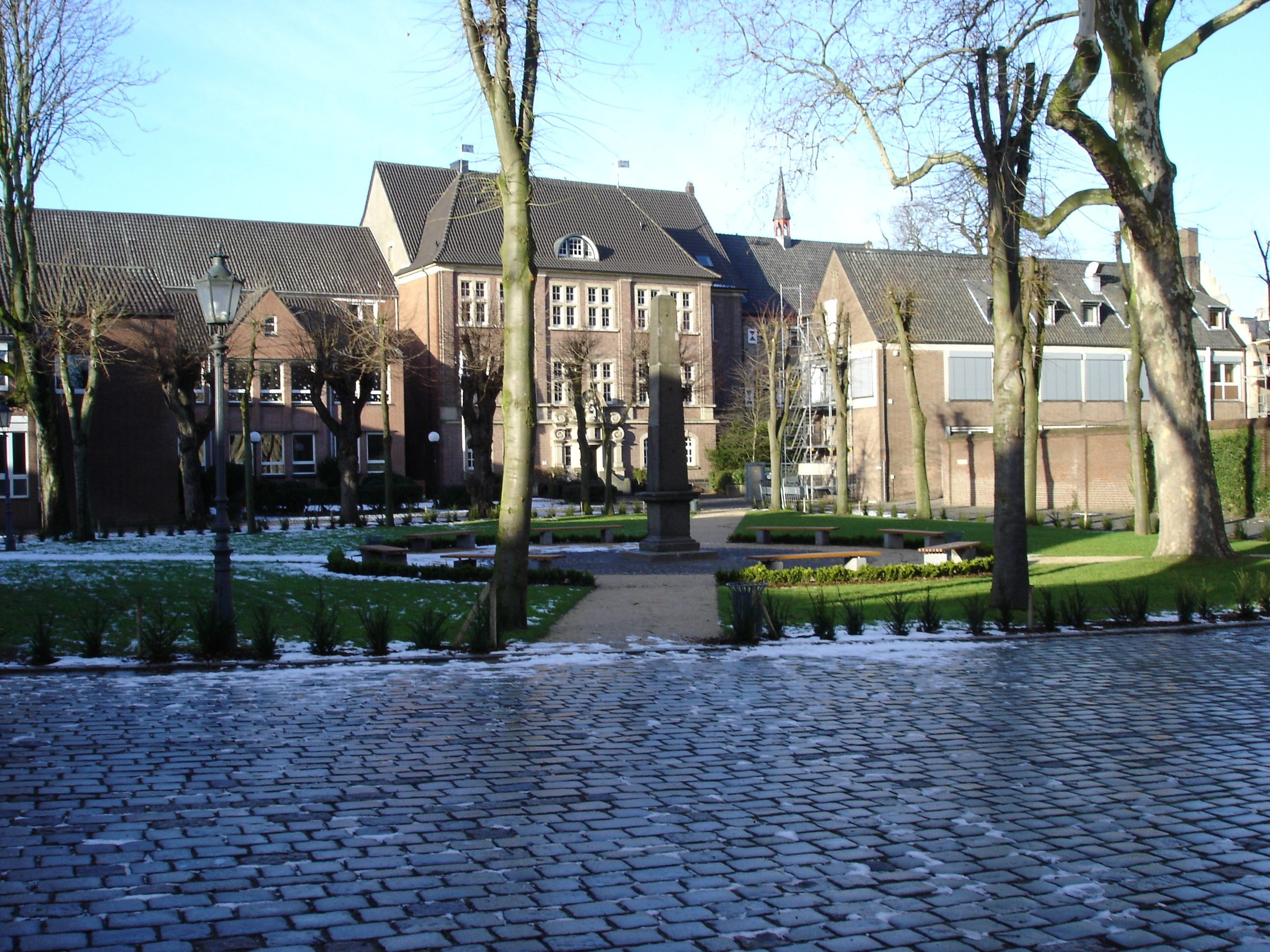
Der Obelisk de Pauw auf dem Domplatz in Xanten

Cornelis de Pauw (auch Cornelius de Pauw oder Corneille de Pauw; * 18. August 1739 in Amsterdam; † 5. Juli 1799 in Xanten) war ein niederländischer Historiker, Kulturphilosoph und Philologe.
Aufgrund seiner Verdienste um Frankreich als Mitarbeiter der Encyclopédie ou Dictionnaire raisonné des sciences, des arts et des métiers wurde er durch Kaiser Napoléon mit der Verleihung der Ehrenbürgerschaft und postum durch die Aufstellung eines Obelisken geehrt.

## Leben
Cornelis de Pauw war Mitarbeiter an der Encyclopédie Diderots und erhielt hierfür als erster Ausländer die Ehrenbürgerschaft Frankreichs. Seit 1761 Kanoniker des Xantener Viktorstifts, wurde er 1765 zum Subdiakon geweiht und Bibliothekar der Stiftsbibliothek. 1767 vom Stiftskapitel in einer Sondermission zu Friedrich des Großen gesandt, machte ihn dieser zu seinem Vorleser, eine Stelle, die de Pauw allerdings bereits 1768 wieder aufgab. Es folgte ein zweiter Aufenthalt auf Schloss Sanssouci im Jahre 1775. Obwohl Friedrich der Große de Pauw eine Stelle in der Akademie der Wissenschaften sowie als Domherr in Breslau anbot, kehrte er nach Xanten zurück, wo er bis zu seinem Tod 1799 blieb.
De Pauw war Onkel des Jakobiners Anacharsis Cloots.

## Werk

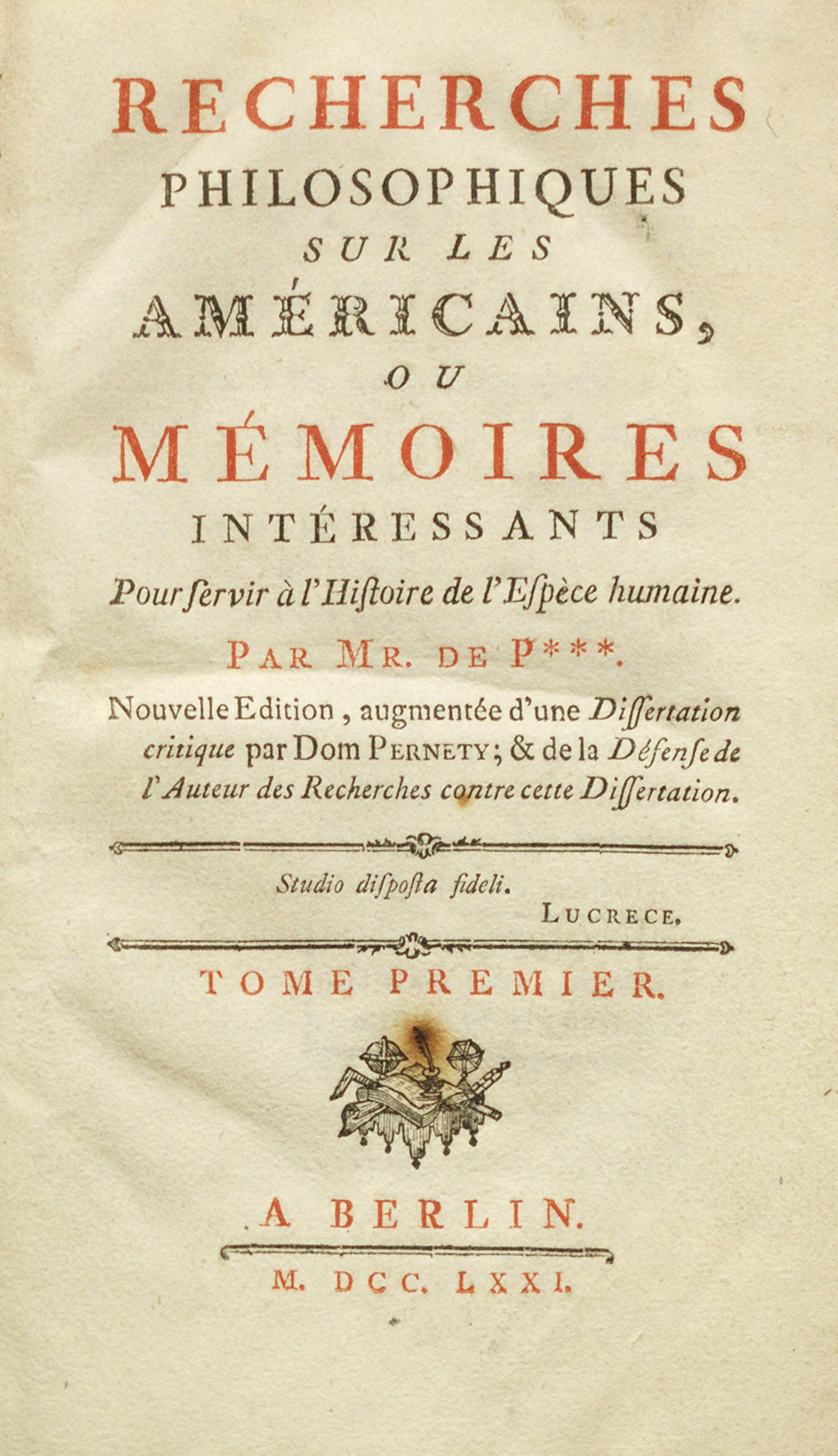
Titelseite von de Pauws Schrift Recherches philosophiques sur les Américains

1768 veröffentlichte de Pauw seine Schrift Recherches philosophiques sur les Américains, ou Mémoires intéressants pour servir à l’Histoire de l’Espèce Humaine, die im selben Jahr ins Deutsche übersetzt wurde (Philosophische Untersuchungen über die Amerikaner). Dort beschrieb er die Indianer als degeneriert, impotent, schwach, geistig beschränkt und daher den Europäern unterlegen – und die Kolonisation Amerikas als unnatürlich und verwerflich: Aufgrund einer geringeren Lebenserwartung und einer geringeren Fruchtbarkeit stelle dieser Kontinent die Existenz der zivilisierten Menschheit in Frage; mit inflationstreibendem Gold und dem Suchtmittel Tabak habe er nur Nachteile eingebracht, eine halbe Million Deutsche sei nutzlos in den dortigen Wäldern verschwunden.
Damit setzte er einen heftigen Wissenschaftlerstreit über die „Natur der Amerikaner“ in Gang. So antwortete 1769 der königliche Bibliothekar Abbé  Antoine Joseph Pernety (1716–1801) mit seiner Dissertation sur l’Amérique et les Américains contre les Recherches philosophiques de Mr. de P*** mit einer leidenschaftlichen Anklage, die von de Pauw drei Monate später mit seiner Défense des Recherches philosophiques beantwortet wurde. Nun mischte sich unter dem Pseudonym „Le Philosophe la Douceur“ (vermutlich Zacharie de Pazzi de Bonneville) ein weiterer Kontrahent ein, der in ironischen Pamphleten auf die Argumente beider Streithähne einging. Begleitet wurde der jahrelange Streit und das Erscheinen immer neuer Zusätze zu den Traktaten von zahlreichen weiteren Wortmeldungen der Wissenschaftler und reger Anteilnahme der Presse.
Obwohl de Pauw heftig angegriffen wurde, weil er nie in Amerika gewesen und keinen indianischen Menschen auch nur gesehen hatte, wurde er Sieger der Debatte. Sein Publikum bevorzugte seinen zusammenfassenden kritischen Überblick über den Stand der Forschung gegenüber Pernetys langatmigen „Gegenbeweisen“. De Pauw wurde von Diderot gebeten, einen Beitrag über die Amerikaner für das Supplément der Encyclopédie zu schreiben. Sein Amerika-Bild wurde sogar von berühmten Autoren wie Immanuel Kant, Guillaume Thomas François Raynal oder William Robertson übernommen.

## Ehrung
Napoléon Bonaparte ließ 1811 den „Obelisk de Pauw“, unter anderem mit der Inschrift „Verfasser der Forschungsarbeiten über die Ägypter, Chinesen, Griechen, Amerikaner“ in französischer Sprache, im zu diesem Zeitpunkt zu Frankreich gehörenden Xanten errichten, wo ihm auch die „Cornelius-de-Pauw-Straße“ südlich des Stadtzentrums gewidmet wurde.

## Werke
- Recherches philosophiques sur les Américains, ou Mémoires intéressants pour servir à l’Histoire de l’Espèce Humaine. Avec une Dissertation sur l’Amérique & les Américains. London 1771 (im Volltext abrufbar)

Philosophische Untersuchungen über die Amerikaner, oder wichtige Beyträge zur Geschichte des menschlichen Geschlechts. Übersetzt von Carl Gottlieb Lessing. 2 Bde. Decker und Winter, Berlin 1769 (Volltexte: Erster Band, Zweyter Band)
- Recherches philosophiques sur les Égyptiens et les Chinois. London, Lausanne und Genf 1774
- Recherches philosophiques sur les Grecs. Paris 1788, Berlin 1787–1788, übersetzt von Herrn von Pauw: Philosophische Untersuchungen über die Griechen, Teil 1 und Teil 2, Heinrich August Rottmann, Berlin 1789